# Volley Bergamo 2006-2007
Questa voce raccoglie le informazioni riguardanti il Volley Bergamo nelle competizioni ufficiali della stagione 2006-2007.

## Stagione
La stagione 2006-07 è per il Volley Bergamo, sponsorizzato da Play Radio e Foppapedretti, la tredicesima consecutiva in Serie A1; come allenatore viene confermato Marco Fenoglio, così come gli elementi della rosa restano pressoché immutati: infatti alle sole partenze di Riikka Lehtonen e Serena Ortolani, ceduta in prestito a stagione in corso, si registrano gli arrivi di Katarina Barun e Indre Sorokaite, oltre a diverse giovani, provenienti dalle squadre giovanili e utilizzate per alcune partite di Coppa Italia, Coppa di Lega e Champions League.
Il primo trofeo della stagione è la Supercoppa italiana: il Volley Bergamo partecipa in qualità sia di vincitore dello scudetto sia della Coppa Italia, titoli entrambi conquistati nella stagione 2005-06: tuttavia viene eliminato nelle semifinali dal Robursport Volley Pesaro.
Il campionato si apre con cinque vittorie consecutive: la prima sconfitta si registra alla sesta giornata contro l'Asystel Volley; dopo un altro successo, la squadra orobica incappa in un secondo stop, prima di chiudere il girone di andata con tre vittorie di file che la portano al terzo posto in classifica. Il girone di ritorno inizia con quattro gare vinte a cui seguono due sconfitte di fila: nelle ultime cinque giornate di regular season il Volley Bergamo si aggiudica due partite perdendone tre e chiude al quarto posto in classifica. Nei quarti di finale dei play-off scudetto la sfida è contro la Pallavolo Sirio Perugia, la quale riesce a vincere sia gara 1 che gara, eliminando dalla corsa al titolo di campione d'Italia la formazione di Bergamo, ma ottenendo l'accesso alla Coppa di Lega.
La squadra lombarda partecipa alla Coppa di Lega, partendo direttamente dalla seconda fase, dopo essere stata eliminata nei quarti dei play-off scudetto, e incrociando il Volley Club Padova che elimina con un doppio 3-0. Nel turno successiva sfida il Robursport Volley Pesaro, ma dopo aver vinto la gara di andata per 3-2, perde quella di ritorno per 3-0, uscendo dalla competizione per un peggior quoziente set.
Tutte le squadre che partecipano alla Serie A1 2006-07 sono di diritto qualificate alla Coppa Italia; nella fase a gironi il Volley Bergamo conquista il primo posto nel proprio raggruppamento qualificandosi ai quarti di finale (disputa in realtà anche una doppia gara contro la Pallavolo Sirio Perugia, vincitrice di un altro girone, ma valevole solo a fini amichevoli), dove supera, con un doppio 3-0 il Santeramo Sport. Qualificato quindi per la Final Four di Prato, il Volley Bergamo viene eliminato dalla competizione a seguito del 3-2 inflitto dal Robursport Volley Pesaro.
I risultati raggiunti nella stagione precedente permettono al Volley Bergamo di partecipare alla Champions League; la fase a gironi è superata a punteggio pieno grazie a sei vittorie su sei partite disputate; nei play-off a 12 la squadra eliminata è il Azərreyl Voleybol Klubu, grazie ad un doppio 3-0, mentre nei play-off si presenta la sfida contro un'altra italiana, ossia il Giannino Pieralisi Volley: le bergamasche perdono in casa la gara di andata per 3-1, ma vincono quella di ritorno in trasferta per 3-2, accedendo così alla Final Four di Zurigo. Superato per 3-0 in semifinale il Club Voleibol Tenerife, in finale viene sconfitto per 3-2 la Ženskij volejbol'nyj klub Dinamo Moskva ed il Volley Bergamo si aggiudica per la quinta volta il titolo di campione d'Europa.

## Organigramma societario
Area direttiva
- Presidente: Luciano Bonetti

Area tecnica
- Allenatore: Marco Fenoglio
- Allenatore in seconda: Andrea Simoncelli
- Scout man: Gianni Bonacina
- Video man: Stefano Saja

Area sanitaria
- Medico: Fabrizio Centonze, Sergio Veneziani
- Preparatore atletico: Roberto Benis
- Massaggiatore: Celeste Mora

## Rosa
| N° | Nome                     | Ruolo | Data di nascita  | Nazionalità sportiva |
| -- | ------------------------ | ----- | ---------------- | -------------------- |
| 1  | Serena Ortolani          | S     | 7 gennaio 1987   | Italia               |
| 1  | Hawa Bara                | P     | 4 gennaio 1992   | Italia               |
| 1  | Angela Gabbiadini        | S     | 12 maggio 1992   | Italia               |
| 2  | Angelina Grün            | S/O   | 2 dicembre 1979  | Germania             |
| 3  | Paola Croce              | L     | 6 marzo 1978     | Italia               |
| 4  | Sara Loda                | S     | 22 agosto 1990   | Italia               |
| 5  | Katarzyna Gujska         | P     | 15 febbraio 1975 | Polonia              |
| 6  | Sara Gotti               | S     | 1992             | Italia               |
| 6  | Jenny Barazza            | C     | 24 luglio 1981   | Italia               |
| 7  | Katarina Barun           | S/O   | 1º dicembre 1983 | Croazia              |
| 8  | Manuela Secolo           | S     | 22 febbraio 1977 | Italia               |
| 9  | Indre Sorokaite          | S     | 7 luglio 1988    | Italia               |
| 10 | Gifty Vandyck            | C     | 1º luglio 1991   | Italia               |
| 10 | Mara Canavesi            | S     | 19 aprile 1991   | Italia               |
| 10 | Giulia Piccoli Trapletti | S     | 1992             | Italia               |
| 10 | Paola Paggi              | C     | 6 dicembre 1976  | Italia               |
| 12 | Francesca Piccinini      | S     | 10 gennaio 1979  | Italia               |
| 12 | Alessandra Verzeroli     | C     | 4 giugno 1990    | Italia               |
| 14 | Eleonora Lo Bianco       | P     | 22 dicembre 1979 | Italia               |
| 14 | Paola Casati             | C     | 9 aprile 1989    | Italia               |
| 18 | Maja Poljak              | C     | 2 maggio 1983    | Croazia              |

## Mercato
| Acquisti | Acquisti                 | Acquisti      | Acquisti   |
| R.       | Nome                     | da            | Modalità   |
| -------- | ------------------------ | ------------- | ---------- |
| P        | Hawa Bara                | ?             | definitivo |
| S/O      | Katarina Barun           | Karşıyaka     | definitivo |
| S        | Mara Canavesi            | ?             | definitivo |
| C        | Paola Casati             | ?             | definitivo |
| S        | Angela Gabbiadini        | ?             | definitivo |
| S        | Sara Gotti               | ?             | definitivo |
| S        | Sara Loda                | ?             | definitivo |
| S/O      | Indre Sorokaite          | Castelfidardo | definitivo |
| S        | Giulia Piccoli Trapletti | ?             | definitivo |
| C        | Gifty Vandyck            | ?             | definitivo |
| C        | Alessandra Verzeroli     | ?             | definitivo |

| Cessioni | Cessioni        | Cessioni        | Cessioni   |
| R.       | Nome            | a               | Modalità   |
| -------- | --------------- | --------------- | ---------- |
| S        | Riikka Lehtonen | NEC Red Rockets | definitivo |
| S        | Serena Ortolani | River           | prestito   |

## Risultati

### Serie A1

#### Girone di andata
| 1ª giornata - 25 novembre 2006 PalaNorda, Bergamo                  | Bergamo       | 3 - 1 | River              | 25-21, 18-25, 25-21, 25-10        |
| 2ª giornata - 3 dicembre 2006 PalaGalassi, Forlì                   | Forlì         | 1 - 3 | Bergamo            | 19-25, 19-25, 25-23, 20-25        |
| 3ª giornata - 10 dicembre 2006 PalaCooper, Santeramo in Colle      | Santeramo     | 2 - 3 | Bergamo            | 25-21, 25-17, 18-25, 21-25, 16-18 |
| 4ª giornata - 16 dicembre 2006 PalaNorda, Bergamo                  | Bergamo       | 3 - 1 | Club Padova        | 26-24, 25-16, 22-25, 25-17        |
| 5ª giornata - 30 dicembre 2006 Palasport Città di Vicenza, Vicenza | Vicenza       | 0 - 3 | Bergamo            | 22-25, 15-25, 20-25               |
| 6ª giornata - 30 gennaio 2007 PalaNorda, Bergamo                   | Bergamo       | 1 - 3 | Asystel            | 19-25, 18-25, 25-23, 17-25        |
| 7ª giornata - 14 gennaio 2007 PalaEvangelisti, Perugia             | Sirio Perugia | 0 - 3 | Bergamo            | 22-25, 22-25, 20-25               |
| 8ª giornata - 21 gennaio 2007 PalaNorda, Bergamo                   | Bergamo       | 1 - 3 | Robursport Pesaro  | 23-25, 25-21, 18-25, 20-25        |
| 9ª giornata - 28 gennaio 2007 PalaNorda, Bergamo                   | Bergamo       | 3 - 0 | Chieri             | 25-15, 25-17, 25-19               |
| 10ª giornata - 4 febbraio 2007 PalaBaldassarra, Altamura           | Altamura      | 0 - 3 | Bergamo            | 21-25, 16-25, 18-25               |
| 11ª giornata - 12 febbraio 2007 PalaNorda, Bergamo                 | Bergamo       | 3 - 0 | Giannino Pieralisi | 28-26, 26-24, 25-14               |

#### Girone di ritorno
| 12ª giornata - 17 febbraio 2007 PalaFranzanti, Piacenza           | River              | 0 - 3 | Bergamo       | 17-25, 21-25, 24-26               |
| 13ª giornata - 25 febbraio 2007 PalaNorda, Bergamo                | Bergamo            | 3 - 0 | Forlì         | 25-19, 25-22, 25-21               |
| 14ª giornata - 11 marzo 2007 PalaNorda, Bergamo                   | Bergamo            | 3 - 0 | Santeramo     | 25-20, 25-20, 25-22               |
| 15ª giornata - 18 marzo 2007 PalaArcella, Padova                  | Club Padova        | 1 - 3 | Bergamo       | 19-25, 25-23, 20-25, 23-25        |
| 16ª giornata - 20 marzo 2007 PalaNorda, Bergamo                   | Bergamo            | 2 - 3 | Vicenza       | 25-23, 14-25, 25-17, 20-25, 13-15 |
| 17ª giornata - 7 aprile 2007 PalaDalLago, Novara                  | Asystel            | 3 - 1 | Bergamo       | 14-25, 25-18, 25-21, 25-23        |
| 18ª giornata - 14 aprile 2007 PalaNorda, Bergamo                  | Bergamo            | 3 - 1 | Sirio Perugia | 25-16, 16-25, 26-24, 25-15        |
| 19ª giornata - 21 aprile 2007 PalaDionigi, Sant'Angelo in Lizzola | Robursport Pesaro  | 3 - 0 | Bergamo       | 25-12, 25-15, 25-21               |
| 20ª giornata - 25 aprile 2007 PalaMaddalene, Chieri               | Chieri             | 0 - 3 | Bergamo       | 25-27, 16-25, 21-25               |
| 21ª giornata - 28 aprile 2007 PalaNorda, Bergamo                  | Bergamo            | 3 - 1 | Altamura      | 25-14, 25-14, 24-26, 25-12        |
| 22ª giornata - 6 maggio 2007 PalaTriccoli, Jesi                   | Giannino Pieralisi | 3 - 2 | Bergamo       | 25-20, 14-25, 20-25, 25-16, 15-13 |

#### Play-off scudetto
| Quarti di finale (gara 1) - 9 maggio 2007 PalaNorda, Bergamo        | Bergamo       | 1 - 3 | Sirio Perugia | 16-25, 20-25, 25-23, 22-25 |
| Quarti di finale (gara 2) - 13 maggio 2007 PalaEvangelisti, Perugia | Sirio Perugia | 3 - 1 | Bergamo       | 25-18, 25-15, 19-25, 25-22 |

### Coppa Italia

#### Fase a gironi
| 1ª giornata - 1º ottobre 2006 PalaNorda, Bergamo     | Bergamo | 3 - 0 | Chieri  | 25-17, 25-21, 25-15              |
| 2ª giornata - 7 ottobre 2006 PalaFranzanti, Piacenza | River   | 1 - 3 | Bergamo | 25-23, 22-25, 21-25, 18-25       |
| 3ª giornata - 15 ottobre 2006 PalaDalLago, Novara    | Asystel | 2 - 3 | Bergamo | 25-21, 21-25, 26-24, 18-25, 7-15 |
| 4ª giornata - 21 ottobre 2006 PalaNorda, Bergamo     | Bergamo | 3 - 1 | Asystel | 25-16, 25-19, 21-25, 25-20       |
| 5ª giornata - 29 ottobre 2006 PalaMaddalene, Chieri  | Chieri  | 1 - 3 | Bergamo | 23-25, 25-22, 24-26, 16-25       |
| 6ª giornata - 5 novembre 2006 PalaNorda, Bergamo     | Bergamo | 3 - 1 | River   | 25-19, 19-25, 25-22, 25-15       |

#### Fase a eliminazione diretta
| Secondo turno (andata) - 12 novembre 2006 PalaEvangelisti, Perugia          | Sirio Perugia     | 3 - 0 | Bergamo       | 25-22, 25-23, 26-24               |
| Secondo turno (ritorno) - 16 novembre 2006 PalaNorda, Bergamo               | Bergamo           | 3 - 1 | Sirio Perugia | 25-19, 23-25, 25-15, 25-16        |
| Quarti di finale (andata) - 21 febbraio 2007 PalaCooper, Santeramo in Colle | Santeramo         | 0 - 3 | Bergamo       | 20-25, 19-25, 20-25               |
| Quarti di finale (ritorno) - 7 marzo 2007 PalaNorda, Bergamo                | Bergamo           | 3 - 0 | Santeramo     | 25-19, 25-20, 25-17               |
| Semifinali - 31 marzo 2007 PalaConsiang, Prato                              | Robursport Pesaro | 3 - 2 | Bergamo       | 25-14, 25-22, 19-25, 20-25, 15-10 |

### Supercoppa italiana

#### Fase a eliminazione diretta
| Semifinali - 22 dicembre 2006 Palazzetto dello Sport, Monterotondo | Bergamo | 1 - 3 | Robursport Pesaro | 14-25, 25-23, 22-25, 23-25 |

### Coppa di Lega

#### Fase a eliminazione diretta
| Seconda fase (andata) - 27 maggio 2007 PalaArcella, Padova               | Club Padova       | 0 - 3 | Bergamo           | 28-30, 22-25, 21-25               |
| Seconda fase (ritorno) - 3 giugno 2007 PalaNorda, Bergamo                | Bergamo           | 3 - 0 | Club Padova       | 25-21, 25-21, 25-18               |
| Terza fase (andata) - 6 giugno 2007 PalaNorda, Bergamo                   | Bergamo           | 3 - 2 | Robursport Pesaro | 25-17, 20-25, 25-23, 22-25, 15-10 |
| Terza fase (ritorno) - 9 giugno 2007 PalaDionigi, Sant'Angelo in Lizzola | Robursport Pesaro | 3 - 0 | Bergamo           | 26-24, 25-22, 25-21               |

### Champions League

#### Fase a gironi
| 1ª giornata - 29 novembre 2006 Pabellón Santiago Martín, San Cristóbal de La Laguna | Tenerife     | 2 - 3 | Bergamo      | 25-20, 22-25, 33-31, 17-25, 6-15 |
| 2ª giornata - 5 dicembre 2006 PalaFacchetti, Treviglio                              | Bergamo      | 3 - 0 | Calisia      | 25-20, 29-27, 27-25              |
| 3ª giornata - 13 dicembre 2006 PalaFacchetti, Treviglio                             | Bergamo      | 3 - 0 | HAOK Mladost | 25-13, 25-17, 25-19              |
| 4ª giornata - 19 dicembre 2006 Dom odbojke Bojan Stranić, Zagabria                  | HAOK Mladost | 0 - 3 | Bergamo      | 12-25, 21-25, 18-25              |
| 5ª giornata - 11 gennaio 2007 Hala Widowiskowo-Sportowa, Kalisz                     | Calisia      | 1 - 3 | Bergamo      | 16-25, 13-25, 25-23, 22-25       |
| 6ª giornata - 16 gennaio 2007 PalaFacchetti, Treviglio                              | Bergamo      | 3 - 0 | Tenerife     | 25-15, 25-15, 25-14              |

#### Fase a eliminazione diretta
| Play-off a 12 (andata) - 8 febbraio 2007 PalaFacchetti, Treviglio    | Bergamo            | 3 - 0 | Azərreyl           | 25-17, 25-17, 25-16               |
| Play-off a 12 (ritorno) - 14 febbraio 2007 Sports Games Palace, Baku | Azərreyl           | 0 - 3 | Bergamo            | 12-25, 23-25, 24-26               |
| Play-off a 6 (andata) - 27 febbraio 2007 PalaFacchetti, Treviglio    | Bergamo            | 2 - 3 | Giannino Pieralisi | 20-25, 19-25, 25-15, 25-19, 12-15 |
| Play-off a 6 (ritorno) - 7 marzo 2007 PalaTriccoli, Jesi             | Giannino Pieralisi | 1 - 3 | Bergamo            | 22-25, 22-25, 25-20, 23-25        |
| Semifinali - 24 marzo 2007 Hallenstadion, Zurigo                     | Bergamo            | 3 - 0 | Tenerife           | 25-14, 25-21, 25-20               |
| Finale - 25 marzo 2007 Hallenstadion, Zurigo                         | Bergamo            | 3 - 2 | Dinamo Mosca       | 25-18, 19-25, 25-14, 22-25, 15-11 |

## Statistiche

### Statistiche di squadra
| Competizione        | Punti | In casa | In casa | In casa | In trasferta | In trasferta | In trasferta | Totale | Totale | Totale |
| Competizione        | Punti | G       | V       | P       | G            | V            | P            | G      | V      | P      |
| ------------------- | ----- | ------- | ------- | ------- | ------------ | ------------ | ------------ | ------ | ------ | ------ |
| Serie A1            | 49    | 12      | 8       | 4       | 12           | 8            | 4            | 24     | 16     | 8      |
| Coppa Italia        | 17    | 5       | 5       | 0       | 5            | 4            | 1            | 11     | 9      | 2      |
| Supercoppa italiana | -     | -       | -       | -       | -            | -            | -            | 1      | 0      | 1      |
| Coppa di Lega       | -     | 2       | 2       | 0       | 2            | 1            | 1            | 4      | 3      | 1      |
| Champions League    | 12    | 5       | 4       | 1       | 5            | 5            | 0            | 12     | 11     | 1      |
| Totale              | -     | 24      | 19      | 5       | 24           | 18           | 6            | 52     | 39     | 13     |

G = partite giocate; V = partite vinte; P = partite perse

### Statistiche dei giocatori
| H. Bara              | -  | -   | -   | -  | -  | -  | -   | -   | -  | -  | - | -  | -  | - | - | 0  | 0  | 0  | 0 | 0 | Statistiche assenti | Statistiche assenti |
| J. Barazza           | 24 | 112 | 66  | 37 | 9  | 11 | 95  | 62  | 28 | 5  | 1 | 9  | 7  | 1 | 1 | 3  | 18 | 9  | 8 | 1 | Statistiche assenti | Statistiche assenti |
| K. Barun             | 17 | 99  | 88  | 7  | 4  | 10 | 142 | 122 | 10 | 10 | 0 | 0  | 0  | 0 | 0 | 4  | 42 | 36 | 5 | 2 | Statistiche assenti | Statistiche assenti |
| M. Canavesi          | -  | -   | -   | -  | -  | 0  | 0   | 0   | 0  | 0  | - | -  | -  | - | - | -  | -  | -  | - | - | Statistiche assenti | Statistiche assenti |
| P. Casati            | -  | -   | -   | -  | -  | 1  | 0   | 0   | 0  | 0  | - | -  | -  | - | - | -  | -  | -  | - | - | Statistiche assenti | Statistiche assenti |
| P. Croce             | 24 | 0   | 0   | 0  | 0  | 11 | 0   | 0   | 0  | 0  | 1 | 0  | 0  | 0 | 0 | 3  | 0  | 0  | 0 | 0 | Statistiche assenti | Statistiche assenti |
| A. Gabbiadini        | -  | -   | -   | -  | -  | 2  | 2   | 0   | 2  | 0  | - | -  | -  | - | - | 1  | 0  | 0  | 0 | 0 | Statistiche assenti | Statistiche assenti |
| S. Gotti             | -  | -   | -   | -  | -  | -  | -   | -   | -  | -  | - | -  | -  | - | - | 0  | 0  | 0  | 0 | 0 | Statistiche assenti | Statistiche assenti |
| A. Grün              | 24 | 359 | 301 | 40 | 18 | 3  | 51  | 38  | 9  | 4  | 1 | 14 | 12 | 1 | 1 | 2  | 17 | 15 | 1 | 1 | Statistiche assenti | Statistiche assenti |
| K. Gujska            | 9  | 3   | 2   | 0  | 1  | 11 | 38  | 25  | 8  | 5  | 0 | 0  | 0  | 0 | 0 | 4  | 7  | 4  | 1 | 2 | Statistiche assenti | Statistiche assenti |
| E. Lo Bianco         | 23 | 53  | 26  | 21 | 6  | 2  | 5   | 2   | 3  | 0  | 1 | 4  | 2  | 2 | 0 | 1  | 4  | 0  | 3 | 1 | Statistiche assenti | Statistiche assenti |
| S. Loda              | -  | -   | -   | -  | -  | -  | -   | -   | -  | -  | - | -  | -  | - | - | 0  | 0  | 0  | 0 | 0 | Statistiche assenti | Statistiche assenti |
| S. Ortolani          | 6  | 31  | 22  | 4  | 5  | 1  | 7   | 5   | 0  | 2  | 1 | 1  | 1  | 0 | 0 | -  | -  | -  | - | - | Statistiche assenti | Statistiche assenti |
| P. Paggi             | 20 | 97  | 56  | 38 | 3  | 3  | 17  | 14  | 3  | 0  | 1 | 1  | 0  | 1 | 0 | 3  | 21 | 15 | 5 | 1 | Statistiche assenti | Statistiche assenti |
| F. Piccinini         | 21 | 299 | 255 | 33 | 11 | 3  | 31  | 29  | 0  | 2  | 1 | 17 | 13 | 3 | 1 | 4  | 58 | 49 | 5 | 4 | Statistiche assenti | Statistiche assenti |
| G. Piccoli Trapletti | -  | -   | -   | -  | -  | 2  | 2   | 2   | 0  | 0  | - | -  | -  | - | - | -  | -  | -  | - | - | Statistiche assenti | Statistiche assenti |
| M. Poljak            | 23 | 228 | 155 | 67 | 6  | 11 | 144 | 82  | 55 | 7  | 1 | 16 | 13 | 2 | 1 | 17 | 8  | 8  | 8 | 1 | Statistiche assenti | Statistiche assenti |
| M. Secolo            | 24 | 264 | 210 | 45 | 10 | 10 | 131 | 111 | 18 | 2  | 1 | 5  | 4  | 0 | 1 | 2  | 15 | 12 | 2 | 1 | Statistiche assenti | Statistiche assenti |
| I. Sorokaite         | 5  | 4   | 4   | 0  | 0  | 6  | 50  | 41  | 4  | 5  | 1 | 1  | 1  | 0 | 0 | 4  | 38 | 28 | 8 | 2 | Statistiche assenti | Statistiche assenti |
| G. Vandyck           | -  | -   | -   | -  | -  | 1  | 0   | 0   | 0  | 0  | - | -  | -  | - | - | -  | -  | -  | - | - | Statistiche assenti | Statistiche assenti |
| A. Verzeroli         | -  | -   | -   | -  | -  | 1  | 3   | 0   | 3  | 0  | - | -  | -  | - | - | 1  | 2  | 1  | 0 | 1 | Statistiche assenti | Statistiche assenti |

P = presenze; PT = punti totali; AV = attacchi vincenti; MV = muri vincenti; BV = battute vincenti